# Carl-Erik Asplund
Carl-Erik Asplund (* 14. September 1923 in Föllinge; † 8. Januar 2024) war ein schwedischer Eisschnellläufer.

## Karriere
Asplund nahm zwischen 1950 und 1954 an Welt- und Europameisterschaften im Mehrkampf teil. Bei den Olympischen Spielen 1952 in Oslo gewann er über 10.000 Meter die Bronzemedaille hinter dem Norweger Hjalmar Andersen und dem Niederländer Kees Broekman.
Zwischen 1951 und 1953 wurde Asplund mehrfacher nationaler Meister auf den Strecken über 1500, 3000, 5000 und 10.000 Meter. Dabei ist zu berücksichtigen, dass in Schweden zwischen 1935 und 1962 keine Mehrkampfmeisterschaften ausgetragen wurden.

## Persönliche Bestzeiten
| Strecke  | Zeit        | Datum            | Ort       |
| -------- | ----------- | ---------------- | --------- |
| 500 m    | 45,1 s      | 20. Februar 1954 | Sandviken |
| 1500 m   | 2:20,9 min  | 25. Februar 1951 | Östersund |
| 3000 m   | 4:58,0 min  | 5. März 1952     | Tønsberg  |
| 5000 m   | 8:21,8 min  | 20. Januar 1951  | Oslo      |
| 10.000 m | 17:16,6 min | 19. Februar 1952 | Oslo      |